# Berthenay
Berthenay és un municipi francès, situat al departament de l'Indre i Loira i a la regió de Centre – Vall del Loira. L'any 2007 tenia 703 habitants.

## Demografia

### Població
El 2007 la població de fet de Berthenay era de 703 persones. Hi havia 236 famílies, de les quals 28 eren unipersonals (12 homes vivint sols i 16 dones vivint soles), 84 parelles sense fills i 124 parelles amb fills.
La població ha evolucionat segons el següent gràfic:
Habitants censats

### Habitatges
El 2007 hi havia 257 habitatges, 241 eren l'habitatge principal de la família, 7 eren segones residències i 9 estaven desocupats. 253 eren cases i 3 eren apartaments. Dels 241 habitatges principals, 212 estaven ocupats pels seus propietaris, 27 estaven llogats i ocupats pels llogaters i 2 estaven cedits a títol gratuït; 1 tenia una cambra, 3 en tenien dues, 36 en tenien tres, 59 en tenien quatre i 142 en tenien cinc o més. 193 habitatges disposaven pel capbaix d'una plaça de pàrquing. A 80 habitatges hi havia un automòbil i a 152 n'hi havia dos o més.

### Piràmide de població
La piràmide de població per edats i sexe el 2009 era:
| Homes | Edats   | Dones |
| ----- | ------- | ----- |
| 0     | 95 o +  | 0     |
| 0     | 90 a 94 | 0     |
| 4     | 85 a 89 | 8     |
| 8     | 80 a 84 | 4     |
| 4     | 75 a 79 | 8     |
| 8     | 70 a 74 | 0     |
| 16    | 65 a 69 | 12    |
| 4     | 60 a 64 | 4     |
| 4     | 55 a 59 | 4     |
| 20    | 50 a 54 | 32    |
| 12    | 45 a 49 | 16    |
| 48    | 40 a 44 | 36    |
| 32    | 35 a 39 | 48    |
| 20    | 30 a 34 | 16    |
| 32    | 25 a 29 | 20    |
| 16    | 20 a 24 | 4     |
| 24    | 15 a 19 | 20    |
| 12    | 10 a 14 | 64    |
| 36    | 5 a 9   | 40    |
| 16    | 0 a 4   | 36    |

## Economia
El 2007 la població en edat de treballar era de 471 persones, 358 eren actives i 113 eren inactives. De les 358 persones actives 338 estaven ocupades (186 homes i 152 dones) i 20 estaven aturades (6 homes i 14 dones). De les 113 persones inactives 26 estaven jubilades, 61 estaven estudiant i 26 estaven classificades com a «altres inactius».

### Ingressos
El 2009 a Berthenay hi havia 250 unitats fiscals que integraven 726,5 persones, la mediana anual d'ingressos fiscals per persona era de 19.478 €.

### Activitats econòmiques
Dels 13 establiments que hi havia el 2007, 1 era d'una empresa alimentària, 6 d'empreses de construcció, 3 d'empreses de comerç i reparació d'automòbils, 1 d'una empresa de transport, 1 d'una empresa d'hostatgeria i restauració i 1 d'una empresa de serveis.
Dels 6 establiments de servei als particulars que hi havia el 2009, 1 era un guixaire pintor, 3 fusteries, 1 electricista i 1 restaurant.
L'any 2000 a Berthenay hi havia 12 explotacions agrícoles que ocupaven un total de 248 hectàrees.

## Equipaments sanitaris i escolars
El 2009 hi havia una escola elemental.

## Poblacions més properes
El següent diagrama mostra les poblacions més properes.